# 拟多达叶蝉属
拟多达叶蝉属（学名：Pseudododa）是叶蝉科下的一个属。

## 下属物种
本属包括以下物种：
- 东方拟多达叶蝉 Pseudododa orientalis Zhang, Wei & Webb, 2007